# Coțofeni-Kultur
Die Coțofeni-Kultur (serbisch Коцофени Kocofeni), auch bekannt als Baden-Coțofeni-Kultur war eine archäologische Kultur der frühen Bronzezeit, die zwischen 3500 und 2500 v. Chr. im mittleren Donauraum im Südosten Mitteleuropas existierte. Sie wird allgemein mit der Ussatowe-Kultur in Verbindung gebracht.
Der erste Bericht über einen Fund aus Coțofeni stammt von Fr. Schuster aus dem Jahr 1865 von der Fundstätte Râpa Roșie in Sebeș (heute Rumänien). Seitdem wurde diese Kultur von einer Reihe von Wissenschaftlern untersucht, darunter C. Gooss, K. Benkő, B. Orbán, G. Téglas, K. Herepey, S. Fenichel, Julius Teutsch, Cezar Bolliac, V. Christescu, Teohari Antonescu und Cristian Popa.

## Geografische Verbreitung
Das Gebiet der Coțofeni-Kultur umfasst in seiner maximalen Ausdehnung das heutige Maramureș, einige Gebiete in Sathmar, die bergigen und hügeligen Gebiete von Crișana, Siebenbürgen, Banat, Olt, der Großen Walachei (ohne den Nordosten) und Gebiete jenseits der Donau im heutigen östlichen Serbien und nordwestlichen Bulgarien.

## Datierung

### Absolute Chronologie
Die Chronologie der Coțofeni-Kultur basiert (Stand 1995) überwiegend auf nur drei datierten Proben, die an drei verschiedenen Fundstätten dieser Kultur gezogen wurden und mit der C14-Methode datiert wurden. Anhand dieser Radiokarbondaten lässt sich diese Kultur grob zwischen 3500 und 2500 v. Chr. einordnen.

### Relative Chronologie
Anhand von importierten Gegenständen und stratigraphischen Beobachtungen wurde eine teilweise Gleichzeitigkeit mit Nachbarkulturen festgestellt. Diese bestand demnach zwischen:
- Coțofeni I: Cernavodă-Kultur, Phase III – Badener Kultur A – Kugelamphoren-Kultur;
- Coțofeni II: Baden B-C Kostolac-Kultur;
- Coțofeni III: Kostolac-Vučedol A-B.

### Beziehungen mit Nachbarkulturen
Die Coțofeni-Kultur stand in wechselseitigem Kontakt mit benachbarten Kulturen bzw. Völkern. So bestand ein gegenseitiger Einfluss zwischen den Trägern der Coțofeni-Kultur und den Angehörigen der folgenden archäologischen Kulturen: Baden, Kostolac, Vučedol, Kugelamphoren-Kultur sowie der Kultur der Ockerbestattungen. Die jeweils angrenzenden Gebiete weisen Merkmale der kulturellen Mischung auf, beispielsweise Funde aus Coțofeni-Baden und Coțofeni-Kostolac. Diese Funde deuten auf ein Zusammenleben verwandter Bevölkerungsgruppen hin und auf einen fest etablierten Handel zwischen den Kulturen.